# Mai-Lan Leenders
Mai-Lan Leenders (5 juli 1988) is een Nederlands fotomodel en Playmate van het Jaar 2008.
In 2008 kreeg Leenders een uitnodiging om mee te werken aan een internationale shoot voor Playboy. Ze verbleef daarvoor een week in The Mansion in Los Angeles waar zij samen met Hugh Hefner aan een shoot werkte. Ook was ze te zien in The Playboy Experience, een korte internetfilm die Playboy produceerde in samenwerking met regisseur Eddy Terstall.